# Благодійний фонд «Діти героїв»
Благодійний фонд "Діти Героїв" – це український фонд, що опікується дітьми, які втратили батьків внаслідок повномасштабного вторгнення Росії в Україну. Фонд було засновано 2 березня 2022 року. Ідея належала бізнесмену Даніїлу Пасько, який в дитинстві теж втратив батька. До ініціативи приєдналися команди інвестиційних компаній Diligent Capital Partners (DCP) та Edinstvo Group.
Як офіційна структура фонд запрацював у квітні 2022 року. Організація існує завдяки підтримці українського та іноземного бізнесів, пожертвам від приватних осіб та грантам міжнародних організацій. Фонд не має політичного чи релігійного спрямування. 
За рік роботи під опіку фонду стали понад 3400 дітей, серед них 80% – діти загиблих військових, 20% – цивільних. 7% від усіх підопічних втратили обох батьків. Річний обсяг допомоги дітям за 2022 рік склав 1,07 млн доларів. 

## Діяльність фонду
БФ “Діти Героїв” надає стратегічну та довготривалу допомогу дітям до 18-ти років включно. Найменшому підопічному на момент потрапляння під опіку фонду був 1 день. Організація працює у шести основних напрямках та двох додаткових. А саме: 
- Гуманітарна підтримка. Підопічні отримали осінній та зимовий одяг/взуття, обігрівачі для домівок, ковдри, дрова, окуляри для корекції зору, підгузки, продуктові набори, дитяче харчування тощо[3].
- Соціалізація. Діти відвідують різні табори в Карпатах[4], Іспанії[5], Швейцарії[6], Хорватії та інших країнах, включно з програмою психологічної реабілітації.
- Освіта та розвиток. Підопічні проходять або пройшли курси англійської мови, організовані Preply[7] та Lala English, мають можливість навчатися на ІТ-курсах у JustSchool та EPAM[8], отримали STEM-освіту завдяки JustSchool, взяли участь у художній творчості в гуртках, отримали ноутбук або планшет для дистанційного навчання, забезпечені рюкзаками та канцелярським приладдям для школи, отримали мобільні телефони.
- Психологічна допомога. Підопічні фонду покращили свій психоемоційний стан завдяки індивідуальним та груповим сесіям підтримки[9], внаслідок чого вдалося запобігти або зменшити розвиток поганої концентрації уваги, спалахів гніву та агресії, підвищеного страху, панічних атак, депресії, тривоги, почуття провини, самотності, покинутості, емоційного оніміння та інших проблем, які надалі можуть спричинити серйозні проблеми психологічного та поведінкового характеру. Діти отримали допомогу в подоланні панічних атак[10], опанувавши техніки, які зменшують відчуття тривоги, втрати та страху. Підопічні навчилися долати негативні емоції, стрес і травми за допомогою мистецтва.
- Охорона здоровʼя.
- Невідкладна допомога. Підопічні отримали одноразову фінансову допомогу в розмірі $140. Діти скористалися юридичною підтримкою, отримали додаткову фінансову допомогу в розмірі $1000 від партнера фонду, деякі сім’ї були евакуйовані з прифронтових територій у більш безпечні місця.
- Відбудова житла.
- Подарунки на свята. Підопічні отримали матеріальну допомогу до Дня захисту дітей, а також подарунки до різдвяних свят та на День народження.

## Засновники та наглядова рада
Перелік співзасновників фонду
Ден Пасько (засновник), Антоніна Головач (співзасновниця, керівниця відділу нефінансових відносин), Сергій Семеняченко (співзасновник, невиконавчий директор), Ден Якуб (співзасновник, невиконавчий директор), Валерія Абдал (співзасновниця, менеджерка з маркетингу та помічник підопічних фонду), Сергій Гончаревич (співзасновник), Анна Хоменко (співзасновниця, начальниця відділу з роботи із сімʼями, які постраждали внаслідок російської агресії), Ярослав Пригара (співзасновник), Андрій Шпаков (співзасновник).

## Відзнаки
- У лютому 2024 організація отримала від компанії «Нова пошта» відзнаку «Варті» в номінації «Найбільша кількість відправлень на допомогу дітям».[11]